# Oliveto Lucano
Oliveto Lucano är en ort och kommun i provinsen Matera i regionen Basilicata i Italien. Kommunen hade 417 invånare (2017).